# Burg Hausen (Burg am Heubelstein)
Die Burg Hausen, auch Burg am Heubelstein genannt und in Karten als Altes Schlössle bezeichnet, ist eine abgegangene Höhenburg auf 805 m ü. NN östlich von Margrethausen, einem Stadtteil von Albstadt im Zollernalbkreis in Baden-Württemberg.

## Geschichte
Über die Geschichte dieser kleinen Burganlage ist bis heute nicht viel bekannt, nach Auswertung von Keramikruchstücken ist sie während der zweiten Hälfte des 12. Jahrhunderts gegründet worden. Aufgegeben wurde sie schon kurze Zeit später in der zweiten Hälfte des 13. Jahrhunderts. Schriftliche Nachrichten über sie fehlen völlig, so ist auch der Name dieser Burg unbekannt.
Die Burg wurde vermutlich von den Ortsherren von Hausen (= Margrethausen) erbaut, dieses Geschlecht ist 1332 erstmals nachweisbar. Der 1275 erwähnte Ort Hausen gehörte zur Herrschaft Burgfelden und hatte einen eigenen Ortsadel. Zur Unterscheidung von anderen Orten auf -hausen wurde der Name der Kirchenheiligen dem Ortsnamen hinzugefügt.  Auch später treten sie noch in Erscheinung, als sie zwischen 1338 und 1356 für das Kloster Margrethausen stifteten. Melchior von Tierberg von der Wilden Tierberg wird 1497 im Oberbadischen Geschlechterbuch als Oheim der Herren von Hausen genannt. Weitere Ortsherren waren die Tierberger, sie bauten eine weitere Burg in unmittelbarer Nähe zur Burg Hausen, nämlich die Burg Wildentierberg. Da sie erst um 1300 als Ortsherren von Margrethausen auftraten, können sie nicht als Gründer der Burg Hausen in Frage kommen.

## Heutige Nutzung des Burgstalls
In den letzten Jahren wurde versucht das Gelände touristisch aufzubereiten. Unterhalb des Burgstalls befindet sich ein Grillplatz, ein Wildbienenhotel mit Steinriegel, Sandlinsen, Totholz, Feldgehölzen  und  30 verschiedenen Wildrosen.